# Criminal Minds: Beyond Borders
Злочиначки умови: Преко границе (енгл. Criminal Minds: Beyond Borders) је америчка полицијска серија коју је створила Ерика Месер и која се емитује на каналу ЦБС. Серију је продуцирао The Mark Gordon Company у сарадњи са Телевизијским студиом CBS и Студиом ABC. Серија је други огранак серије Злочиначки умови и то је трећа серија у франшизи Злочиначки умови. Серија прати екипу агената измишљене Екипе за међународна реаговања (ЕМР-а) ФБИ-ја који решавају случјеве у које су умешани Амерички држављани на међународном тлу.
Почетна епизода серије је емитована 8. априла 2015. на CBS-у и ту су упознати ликови из огранка, а епизода се звала "Преко границе". Серија је требало да почне са емитовањем 2. марта, али је померено за две недеље и емитовање је почело 16. марта 2016. у термину средом у 22 часа одмах после Злочиначких умова.
Дана 16. Маја 2016. године CBS је продужио серију у другу сезону.
Дана 14. Маја 2017. године CBS је укинуо серију.

## Улоге
- Гери Синис као Џек Гарет
- Алана де ла Гарза као Клара Сегер
- Данијел Хени као Метју Симонс
- Тајлер Џејмс Вилијамс као Рас Монтгомери
- Ени Фанк као Меј Џарвис

## Епизоде
Серија Злочиначки умови: Преко границе броји 2 сезоне и 26 епизода.
| Sezonа | Sezonа | Epizodа | Emitovanje         | Emitovanje           |
| Sezonа | Sezonа | Epizodа | Početak emitovanja | Završetak emitovanja |
| ------ | ------ | ------- | ------------------ | -------------------- |
|        | Uvod   | 1       | 8. april 2015.     | 8. april 2015.       |
|        | 1      | 13      | 16. mart 2016.     | 25. maj 2016.        |
|        | 2      | 13      | 8. mart 2017.      | 17. maj 2017.        |

## Продукција
Предложена нова серија у франшизи Злочиначки умови је најављена у јануару 2015. и назив је био Злочиначки умови: Преко границе. Гери Синис и Ана Ган су играли водеће улоге Џека Гарета и Лили Ламберт, а Тајлер Џејмс Вилијамс и Данијел Хени су играли Раса "Монтија" Монтгомерија и Метјуа "Мета" Симонса.
Дана 8. маја 2015. CBS је најавио да је серија Злочиначки умови: Преко ганице покупљена за 2015-16 сезону, али ипак је најављено да је Ганова напустила серију, а Алана де ла Гарза и Ени Фанк су изабране за главне улоге. Епизоде су продуциране по једном реду, а емитоване по другом.

## Пријем

### Критички пријем
Прва сезона серије Злочиначки умови: Преко границе добила је генерално неповољне критике критичара. Агрегатор рецензија на Rotten Tomatoes дао је првој сезони 20% одобрења са просечном оценом од 3,5/10, на основу 15 рецензија, уз критички консензус који гласи: „Преко границе се ослања на исте ликове и приче које франшиза користи годинама, са додатним призвуком ксенофобичне параноје.“ На Metacritic-у, сезона је добила оцену 28 од 100, на основу 11 критичара, што указује на „генерално неповољне критике“.
Серија је добила критике и од гледалаца и од критичара због „нетачних“ приказа земаља у којима се епизоде одвијају. У својој рецензији серије, интернет-страница за вести о поп култури АВ Клуб назвао је серију „бљутавом“ и „ксенофобичном“. У оштријем коментару, Slate и САД Данас су изнели мишљење да је серија била „шингоистичка“, посебно због тадашњег контекста ксенофобичне реторике Доналда Трампа током председничке кампање 2016. године. Након емитовања епизоде „Пепељуга и змај“ која се одвијала у Сингапуру, мрежа је добила значајне реакције тамошњег становништва због „обмањујућих“ приказа Сингапура и Сингапураца, а меси интернет блогер mrbrown и Сингапурска туристичка организација објавили су своје сатиричне одговоре.

### Гледаност
Сезонски пласман (на основу просечног укупног броја гледалаца по епизоди) серије Злочиначки умови: Преко границе.
| Сезона | Eпизоде | Термин      | Премијера      | Премијера                             | Крај          | Крај                             | ТВ сезона | Место | Бр. гледалаца (у милионима) |
| Сезона | Eпизоде | Термин      | Датум          | Премијера Бр. гледалаца (у милионима) | Датум         | Крај Бр. гледалаца (у милионима) | ТВ сезона | Место | Бр. гледалаца (у милионима) |
| ------ | ------- | ----------- | -------------- | ------------------------------------- | ------------- | -------------------------------- | --------- | ----- | --------------------------- |
| 1      | 13      | Среда 22:00 | 16. март 2016. | 8.88                                  | 25. мај 2016. | 5.19                             | 2015−16   | 46    | 9.02                        |
| 2      | 13      | Среда 22:00 | 8. март 2017.  | 5.35                                  | 17. мај 2017. | 4.16                             | 2016−17   | 56    | 6.91                        |

## Међународно емитовање
Серија је премијерно приказана у Аустралији на каналу Seven Network у априлу 2016. године. У Канади се серија емитује истовремено са емитовањем у САД на каналу CTV. Серија се такође емитује истог дана када и у САД-у у Азији на каналу AXN. Дана 20. априла 2016. године, серија је премијерно приказана на каналу W у Уједињеном Краљевству и Ирској. Дана 11. јула 2016. године, серија је премијерно приказана на каналу TV One на Новом Зеланду.

## Напомена
1. ↑  4. 10. и 12. епизода 1. сезоне и 6. и 12. епизода друге сезоне су емитоване у 21:00.

## Извори
1. 1 2  https://www.ew.com/article/2014/12/12/criminal-minds-spinoff
2. ↑  https://web.archive.org/web/20151025001314/http://tvline.com/2014/12/12/criminal-minds-spin-off-2015-international-team/
3. ↑  https://www.hollywoodreporter.com/live-feed/criminal-minds-beyond-borders-canceled-at-cbs-1003680
4. ↑  https://www.rottentomatoes.com/tv/criminal-minds-beyond-borders/s01/
5. ↑  https://www.metacritic.com/tv/criminal-minds-beyond-borders
6. 1 2  https://www.straitstimes.com/lifestyle/entertainment/criminal-minds-beyond-borders-depiction-of-singapore-slammed-as-inaccurate
7. ↑  https://www.avclub.com/criminal-minds-gets-bland-xenophobic-beyond-borders-1798187017
8. ↑  https://slate.com/culture/2016/11/how-cbs-s-2016-shows-catered-to-trumps-america.html
9. ↑  https://www.usatoday.com/story/life/tv/columnist/2016/03/15/review-criminal-minds-spinoff-feeds-fears/81757086/
10. ↑  https://tnp.straitstimes.com/entertainment/tv/criminal-minds-v-singapore-tv-hates-reality
11. ↑  https://tnp.straitstimes.com/lifestyle/travel/stb-takes-criminal-minds-portrayal-singapore
12. ↑  https://coconuts.co/singapore/news/watch-mrbrown-serves-hilarious-takedown-awful-singapore-themed-criminal-minds-episode/
13. ↑  https://web.archive.org/web/20160320090209/http://tvbythenumbers.zap2it.com/2016/03/17/wednesday-final-ratings-march-16-2016/
14. ↑  https://web.archive.org/web/20160528130310/http://tvbythenumbers.zap2it.com/2016/05/26/wednesday-final-ratings-may-25-2016/
15. ↑  https://deadline.com/2016/05/tv-season-2015-2016-series-rankings-shows-full-list-1201763189/
16. ↑  https://web.archive.org/web/20170310015750/http://tvbythenumbers.zap2it.com/daily-ratings/wednesday-final-ratings-march-8-2017/
17. ↑  https://web.archive.org/web/20170519001233/http://tvbythenumbers.zap2it.com/daily-ratings/wednesday-final-ratings-may-17-2017/
18. ↑  https://deadline.com/2017/05/2016-2017-tv-season-ratings-series-rankings-list-1202102340/
19. ↑  http://www.tvtonight.com.au/2016/04/airdate-criminal-minds-beyond-borders.html
20. ↑  https://twitter.com/axnasia/status/710396218535452672
21. ↑  http://corporate.uktv.co.uk/news/article/criminal-minds-beyond-borders-exclusive-w/
22. ↑  http://www.stuff.co.nz/entertainment/tv-radio/tv-guide/81617982/criminal-minds-beyond-borders-gary-sinise-talks-about-his-return-to-tv